# Songhai (volk)

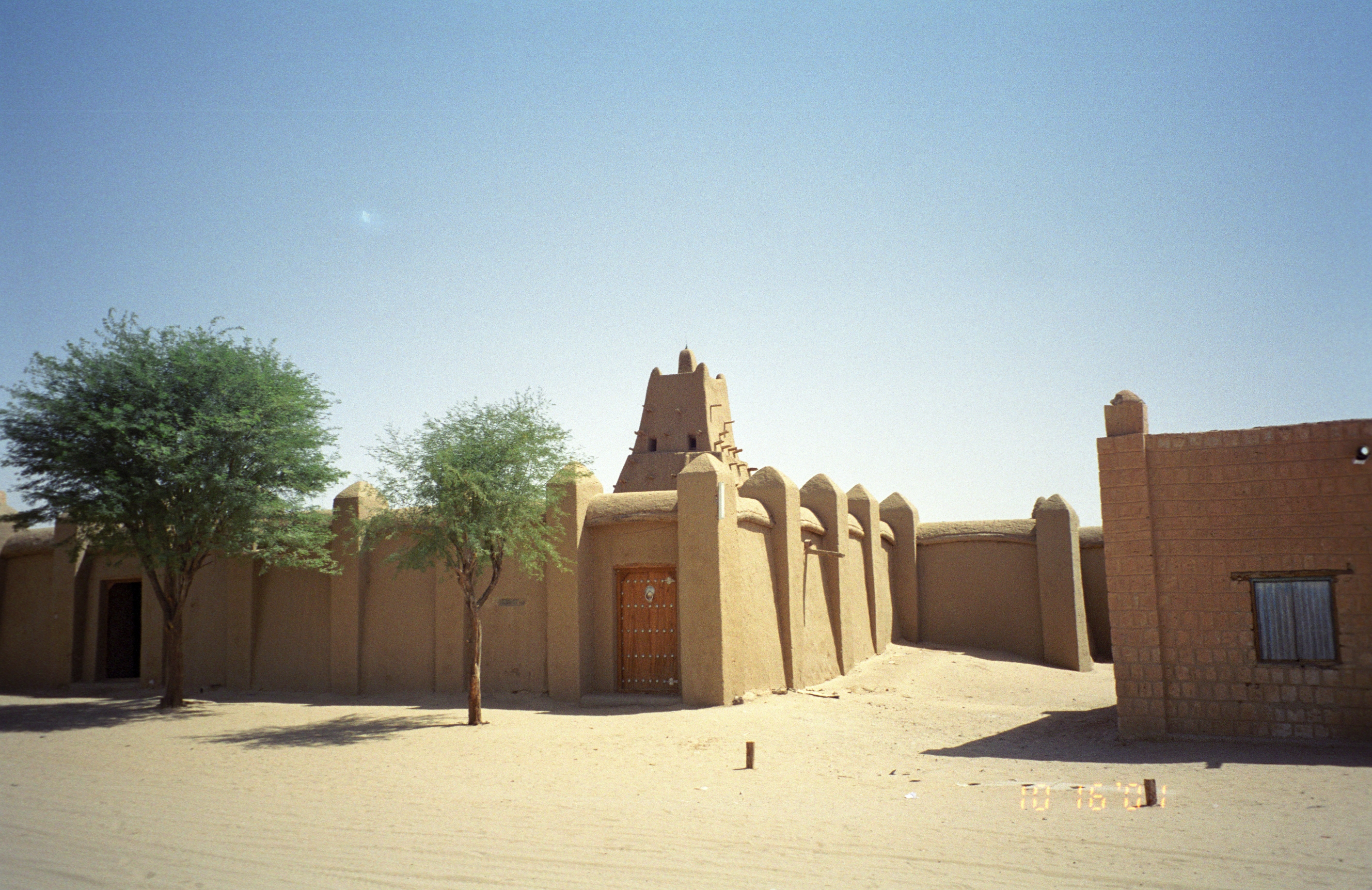
De Sankore-moskee in Timboektoe, een centrum van geleerdheid.

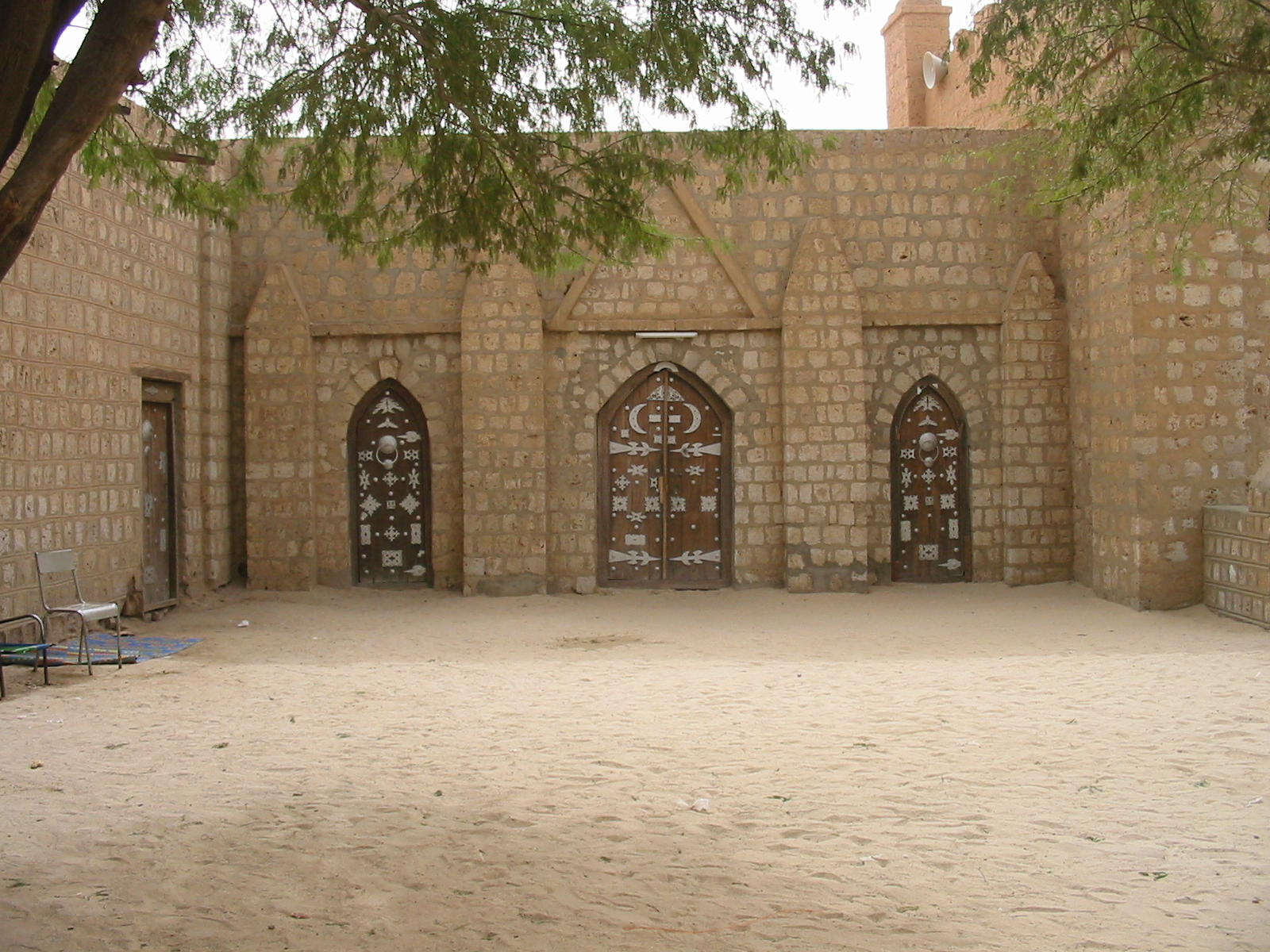
De Sankore-moskee.

De Songhai en de aan hen verwante Zarma (samen vaak als Songhai-Zarma aangeduid) zijn een volk woonachtig in het huidige Mali, Niger en Benin.
Het merendeel van de Songhai woont aan de oevers van de rivier de Niger, vanaf de stad Djenné in Mali tot in het noorden van Niger. Een deel van de Songhai, aangeduid als Sorko, leeft voornamelijk op het water van de rivier de Niger als vissers, schippers en, in afnemende mate, nijlpaard-jagers.
De taal van de Songhai, het Songhai, wordt in verschillende dialecten als de belangrijkste taal gesproken in de steden Djenné, Timboektoe, Gao en Niamey, in Mali en Niger. De oase Tabelbala in het huidige Algerije is een vooruitgeschoven en geïsoleerde enclave waar ook Songhai wordt gesproken. Het Songhai is taalkundig raadselachtig, aangezien het geen echte verwanten heeft in de regio. Het wordt meestal gezien als een Nilo-Saharaanse taal, waarvan het merendeel gesproken wordt ten oosten van het Tsjaadmeer.

## Geschiedenis
De huidige Songhai zijn de erfgenamen van een rijk dat zijn hoogtepunt bereikte in de 15e en 16e eeuw.